# Râul Măruț
Râul Măruț este un curs de apă, afluent al râului Iara. 